# Karl Egli
Karl Egli (né le 23 juillet 1865 à Tettnang, royaume de Wurtemberg, mort le 11 juin 1925 à Zurich est un officier d’état-major suisse.
Après un apprentissage comme libraire il servit comme officier instructeur dans l’armée suisse de 1892 à 1902. Il se fit un nom très tôt comme publiciste militaire. De 1903 à 1905 il enseigna les questions militaires à l’école centrale de Thoune et, à partir de 1905, il dirigea la section géographique de l’état-major général. En 1916 il fut relevé de ses fonctions par le Conseil fédéral suisse à la suite de l’Affaire des colonels. Il fut ensuite maître de conférences en sciences militaires à l’Université de Bâle de 1916 à 1918. À partir de 1918, il travailla comme libraire et éditeur à Zurich. 
Les Alsaciens le surnommaient « der Sauejel » (le cochon) tandis que deux mois avant la fin de guerre les Allemands continuaient à le révérer puisqu’il leur prédisait que les succès partiels des Alliés ne changeraient rien au résultat final, c'est-à-dire à la victoire de l’Allemagne.

## Travaux
- Zwei Jahre Weltkrieg (avec 22 croquis cartographiques), Zurich 1917.
- Das dritte Jahr weltkrieg- ein Überblick über die kriegerischen Ereignisse vom August 1916 bis August 1917, Zurich 1918.
- Der Aufmarsch und die Bewegungen der Heere Frankreichs, Belgiens und Englands auf dem westlichen Kriegsschauplatz bis zum 23. August 1914. Mittler & Sohn, Berlin (1918).